# بزدندان (سرده)
بزدندان (نام علمی: Tragus) نام یک سرده از تیره گندمیان است.